# Philadelphus brachybotrys
Philadelphus brachybotrys là một loài thực vật có hoa trong họ Tú cầu. Loài này được (Koehne) Koehne miêu tả khoa học đầu tiên năm 1911.